# Gare d'Edmundston (Canadien Pacifique)
Cet article concerne la gare du Canadien Pacifique. Pour l'autre gare, voir Gare d'Edmundston (Canadien National).
La gare du Canadien Pacifique à Edmundston, au Nouveau-Brunswick, est à la fois une gare patrimoniale et un site historique provincial.
La gare est située dans une dépression au centre-ville, à l'est de la rue Victoria, au niveau de la 32e avenue, près de la rivière Madawaska.

## Histoire
La gare d'Edmundston est construite entre 1929 et 1930, selon les plans du bureau de l'ingénieur en chef du Canadien Pacifique à Montréal. La gare faisait partie d'un ambitieux projet consistant à relier la vallée du fleuve Saint-Jean avec le port de Saint-Jean.

## Gare Patrimoniale
Petit édifice en briques rouges d'un étage, avec toit en croupe, du fait de sa conception équilibrée, de ses matériaux de haute qualité, de son aménagement intérieur novateur et de l'harmonie avec son milieu, la gare est devenue une gare patrimoniale le 4 janvier 1994. Le bâtiment sert aujourd'hui de centre communautaire.